# Paul van Griekenland en Denemarken

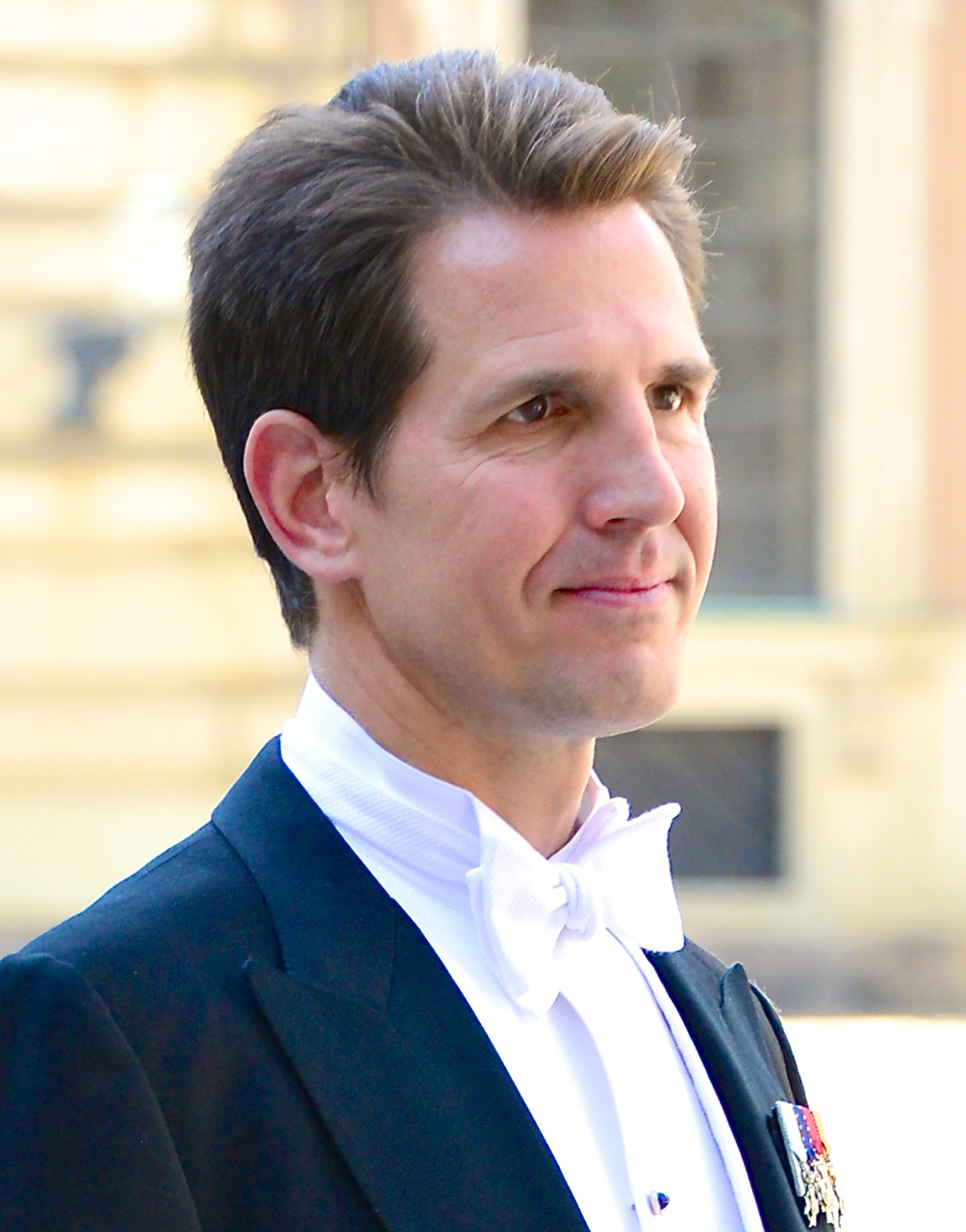
Paul (2013)

Paul van Griekenland en Denemarken (Grieks: Παύλος, Pavlos) (Athene, 20 mei 1967) werd geboren als de oudste zoon en het tweede kind van de Griekse koning Constantijn II en zijn echtgenote koningin Anne Marie, waarmee hij kroonprins van Griekenland werd. 
Toen hij zeven maanden oud was, vluchtten zijn ouders na een coup met hem naar Italië. In 1973 werd zijn vader na een volksraadpleging als koning afgezet en werd Griekenland een republiek. Paul genoot onderwijs in Rome, Londen en Washington. Van 1995 tot 1997 werkte hij bij een onderneming, die zich met het beheer van hedgefondsen bezighoudt. Hij is voorzitter van verschillende liefdadigheidsorganisaties.
Op 1 juli 1995 trouwde hij met de Amerikaanse miljardairsdochter Marie-Chantal Miller. Het echtpaar kreeg vijf kinderen:
- Maria Olympia (New York, 25 juli 1996)
- Constantijn Alexios (New York, 29 oktober 1998)
- Achileas-Andreas (New York, 12 augustus 2000)
- Odysseus Kimon (Londen, 17 september 2004)
- Aristidis Stavros (Los Angeles, 29 juni 2008)

Op 19 december 2024 dienden Paul, zijn vijf kinderen en zijn vier broers en zussen een aanvraag in voor het Griekse staatsburgerschap, dat in 1994 van de familie was afgenomen. Pauls moeder - zijn vader was al overleden, diende geen aanvraag in. Volgens de wet moesten Paul en zijn familie, om het staatsburgerschap te ontvangen, trouw zweren aan de republikeinse grondwet en een achternaam hebben. Uiteindelijk werd voor de achternaam "Ντε Γκρες" (De Grèce; "van Griekenland") gekozen. De volgende dag werd het staatsburgerschap van Paul, samen met dat van zijn kinderen en broers en zussen, hersteld volgens de bepalingen van de wet van 1994. Hun staatsburgerschap werd verleend door de minister van Binnenlandse Zaken, en houdt onder andere in dat degenen die daarvoor in aanmerking komen, de verplichte militaire dienstplicht moeten vervullen.